# The Decameron (TV-serie)
The Decameron är en amerikansk mörk komedi- och dramaserie vars första säsong hade premiär på Netflix den 25 juli 2024. Serien som är skapad av Kathleen Jordan, och baserad på Giovanni Boccaccios novellsamling Decamerone.

## Handling
Serien utspelar sig i Florens i mitten av 1300-talet där en grupp herrskap och tjänstefolk försöker vänta ut digerdöden med hjälp av vin och sex.

## Rollista (i urval)
- Zosia Mamet – Pampinea
- Saoirse-Monica Jackson – Misia
- Tanya Reynolds – Licisca
- Amar Chadha-Patel – Dioneo
- Leila Farzad – Stratilia
- Lou Gala – Neifile
- Karan Gill – Panfilo
- Tony Hale – Sirisco
- Douggie McMeekin – Tindaro
- Jessica Plummer – Filomena
- Fares Fares - Ruggiero